# Vjačeslav Menžinskij

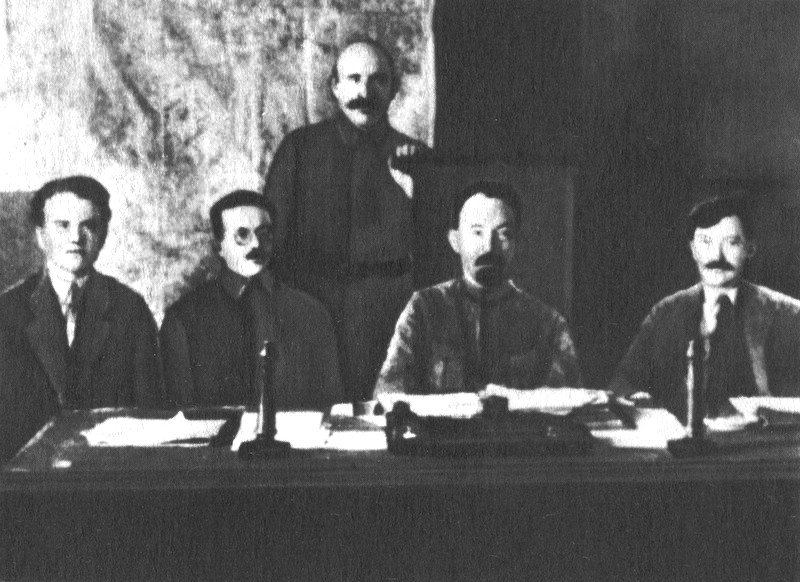
Menžinskij (zcela vpravo) s ostatními členy kolegia VČK v roce 1921

Vjačeslav Rudolfovič Menžinskij (rusky Вячеслав Рудолфович Менжинский; 19. srpnajul./ 31. srpna 1874greg., Petrohrad – 10. května 1934, Moskva) byl sovětský politik a jediný předseda OGPU v letech 1926 až 1934.

## Životopis
Vjačeslav Menžinskij se narodil polským vystěhovalcům. Studoval na právnické fakultě Petrohradské univerzity, studia zakončil v roce 1898 a v roce 1902 se připojil k Ruské sociálně demokratické dělnické straně. V roce 1905 se stal členem Petrohradské rady. V roce 1906 byl zatčen, ale podařilo se mu uprchnout do Finska. Po útěku žil v Belgii, Švýcarsku, Francii a v USA, pracoval v cizích větvích RSDDS. Po únorové revoluci roku 1917 se mohl vrátit do Ruska.
Po říjnové revoluci pracoval jako lidový komisař financí. Roku 1919 se stal členem obávané tajné policie Čeky a o pět let později, v roce 1924, místopředsedou OGPU. Po smrti Felixe Dzeržinského v roce 1926 se stal Menžinskij jeho nástupcem. Hrál velkou roli ve vedení kontrašpionážních operací, během kterých zatkl mnoho imperialistických špionů.[zdroj?]
Jako jeden z prvních čekistů byl loajální k Josifu Stalinovi, jehož kult osobnosti se začal pomalu zvedat. Lev Trockij, který se s Menžinským setkal před revolucí, si o něm myslel, že je všední: „On se zdá víc jako stín nějakého dalšího neuskutečnitelného muže, nebo spíše jako chudá skica pro nehotový portrét.“
Menžinskij strávil své poslední roky jako invalida trpící anginou pectoris, která z něho udělala člověka neschopného fyzické námahy. Záležitosti OGPU vedl v leže na pohovce ve své kanceláři v Lubjance.
Zemřel na srdeční mrtvici v roce 1934. Jeho nástupce Genrich Jagoda se těsně před smrtí přiznal, že Menžinského otrávil, což ale nelze věrohodně doložit.
Pohřben je v Moskvě u Kremelské zdi.